# Psychotria jugalis
Psychotria jugalis är en måreväxtart som beskrevs av Albert Charles Smith. Psychotria jugalis ingår i släktet Psychotria och familjen måreväxter. Inga underarter finns listade i Catalogue of Life.